# Hans Segers
Johannes "Hans" Segers, född 30 oktober 1961 i Eindhoven, är en nederländsk före detta fotbollsspelare (målvakt) och numera målvaktstränare.
Han inledde sin karriär i PSV Eindhoven innan han värvades till engelska Nottingham Forest 1984 av Brian Clough. Han hade dock svårt att etablera sig som lagets förstemålvakt och 1988, efter att ha tillbringat flera säsonger som utlånad till andra klubbar, skrev han på för Wimbledon där han stannade fram till 1996 och spelade över 260 matcher för klubben. Efter att ha lämnat Wimbledon gick flytten vidare till Wolverhampton och Tottenham Hotspur där han dock enbart spelade enstaka matcher. Han avslutade karriären 2001.
Efter att ha avslutat spelarkarriären har han varit verksam som målvaktstränare för bland annat Tottenham Hotspur, Fulham och Australiens herrlandslag.